# Eurocup
EuroCup Basketball (powszechnie znany jako EuroCup) –  międzynarodowe klubowe rozgrywki koszykarskie, w latach 2002–2008 rozgrywki nosiły nazwę ULEB Cup (Puchar ULEB), a w 2008-2016 Eurocup Basketball. Puchar ten został utworzony wiosną 2002 z inicjatywy Unii Europejskich Lig Koszykarskich w wyniku połączenia Pucharu Saporty oraz Pucharu Koracia. Od 2009 organizowany jest przez Euroleague Basketball Company. Uważany jest za drugie najważniejsze i najmocniejsze po Eurolidze rozgrywki koszykarskie w Europie. W rozgrywkach biorą udział 24 czołowe drużyny europejskie, wyłonione na podstawie wyników osiąganych w ligach narodowych albo regionalnych, jak i wcześniejszych ustaleń. Zwycięzca danej edycji EuroCup uzyskuje automatyczne prawo do gry w kolejnym sezonie Euroligi.

## Wymogi dotyczące hal
Od sezonu 2012/13 wszystkie kluby uczestniczące w EuroCup muszą posiadać hale z co najmniej 2500 miejscami siedzącymi i dodatkowo 200 miejscami vipowskimi. Dla porównania w Eurolidze zespoły kontraktowe muszą dysponować halami z co najmniej 10 000 miejscami siedzącymi, natomiast niekontraktowe z 5 000.

## Triumfatorzy i finaliści
| Year      |                            | Finał                                 | Finał                                 | Finał                                            |                                                  | Półfinaliści                                     | Półfinaliści                          | Półfinaliści                          |
| Year      | Mistrz                     | Wynik                                 | Wicemistrz                            | 3. miejsce                                       | Wynik                                            | 4. miejsce                                       |                                       |                                       |
| 2002–03   | Pamesa Valencja            | 168–154 (78–90 / 78–76)               | Krka                                  | Adecco Estudiantes i DKV Joventut                | Adecco Estudiantes i DKV Joventut                | Adecco Estudiantes i DKV Joventut                |                                       |                                       |
| 2003–04   | Hapoel Jerusalem B.C.      | 83–72                                 | Real Madryt                           | Adecco Estudiantes i Reflex FMP                  | Adecco Estudiantes i Reflex FMP                  | Adecco Estudiantes i Reflex FMP                  |                                       |                                       |
| 2004–05   | Lietuvos Rytas             | 78–74                                 | Makedonikos                           | Hemofarm i Pamesa Valencia                       | Hemofarm i Pamesa Valencia                       | Hemofarm i Pamesa Valencia                       |                                       |                                       |
| 2005–06   | Dinamo Moskwa              | 73–60                                 | Aris TT Bank                          | Hemofarm i Hapoel Migdal Jerozolima              | Hemofarm i Hapoel Migdal Jerozolima              | Hemofarm i Hapoel Migdal Jerozolima              |                                       |                                       |
| 2006–07   | Real Madryt                | 87–75                                 | Lietuvos Rytas                        | FMP i Uniks Kazań                                | FMP i Uniks Kazań                                | FMP i Uniks Kazań                                |                                       |                                       |
| 2007–08   | DKV Joventut               | 79–54                                 | Akasvayu Girona                       | Dinamo Moskwa                                    | 84–67                                            | Galatasaray Café Crown                           |                                       |                                       |
| 2008–09   | Lietuvos Rytas             | 80–74                                 | Chimki                                | Hemofarm i iurbentia Bilbao Basket               | Hemofarm i iurbentia Bilbao Basket               | Hemofarm i iurbentia Bilbao Basket               |                                       |                                       |
| 2009–10   | Power Electronics Walencja | 67–44                                 | Alba Berlin                           | Bizkaia Bilbao Basket                            | 76–67                                            | Panellinios                                      |                                       |                                       |
| 2010–11   | Uniks Kazań                | 92–77                                 | Cajasol                               | Cedevita Zagrzeb                                 | 59–57                                            | Benetton Bwin                                    |                                       |                                       |
| 2011–12   | Chimki                     | 77–68                                 | Walencja Basket                       | Lietuvos Rytas                                   | 71–62                                            | Spartak Petersburg                               |                                       |                                       |
| 2012–13   | Lokomotiw Kubań            | 75–64                                 | Uxúe Bilbao Basket                    | Budiwelnyk i Walencja Basket                     | Budiwelnyk i Walencja Basket                     | Budiwelnyk i Walencja Basket                     |                                       |                                       |
| 2013–14   | Walencja Basket            | 165–140 (80–67 / 73–85)               | Uniks Kazań                           | Crvena Zvezda Telekom i Niżny Nowogród           | Crvena Zvezda Telekom i Niżny Nowogród           | Crvena Zvezda Telekom i Niżny Nowogród           |                                       |                                       |
| 2014–15   | Chimki                     | 174–130 (66–91 / 83–64)               | Herbalife Gran Canaria                | Banvit i Uniks Kazań                             | Banvit i Uniks Kazań                             | Banvit i Uniks Kazań                             |                                       |                                       |
| 2015–16   | Galatasaray Odeabank       | 140–133 (66–62 / 78–67)               | Strasburg                             | Dolomiti Energia Trento i Herbalife Gran Canaria | Dolomiti Energia Trento i Herbalife Gran Canaria | Dolomiti Energia Trento i Herbalife Gran Canaria |                                       |                                       |
| 2016–17   | Unicaja                    | 2–1 (68–62 / 79–71 / 58–63)           | Walencja Basket                       | Hapoel Bank Yahav Jerozolima i Lokomotiw Kubań   | Hapoel Bank Yahav Jerozolima i Lokomotiw Kubań   | Hapoel Bank Yahav Jerozolima i Lokomotiw Kubań   |                                       |                                       |
| 2017–18   | Darüşşafaka                | 2–0 (78–81 / 67–59)                   | Lokomotiw Kubań                       | Bayern Monachium i Grissin Bon Reggio Emilia     | Bayern Monachium i Grissin Bon Reggio Emilia     | Bayern Monachium i Grissin Bon Reggio Emilia     |                                       |                                       |
| 2018–19   | Walencja Basket            | 2–1 (89–75 / 92–95 / 89–63)           | Alba Berlin                           | MoraBanc Andorra i Uniks Kazań                   | MoraBanc Andorra i Uniks Kazań                   | MoraBanc Andorra i Uniks Kazań                   |                                       |                                       |
| 2019-2020 |                            | Odwołane ze względu pandemii COVID-19 | Odwołane ze względu pandemii COVID-19 | Odwołane ze względu pandemii COVID-19            | Odwołane ze względu pandemii COVID-19            | Odwołane ze względu pandemii COVID-19            | Odwołane ze względu pandemii COVID-19 | Odwołane ze względu pandemii COVID-19 |
| 2021–22   |                            | Virtus Segafredo Bologna              | 80–67                                 | Frutti Extra Bursaspor                           |                                                  | MoraBanc Andorra i Valencia Basket               | MoraBanc Andorra i Valencia Basket    | MoraBanc Andorra i Valencia Basket    |
| 2022–23   |                            | Gran Canaria                          | 71–67                                 | Türk Telekom                                     |                                                  | Joventut and i Prometey                          | Joventut and i Prometey               | Joventut and i Prometey               |

## Klasyfikacja finalistów
| Miejsce | Klub                 | Mistrzostwa | Wicemistrzostwa | Mistrzowskie lata                  |
| ------- | -------------------- | ----------- | --------------- | ---------------------------------- |
| 1.      | Walencja Basket      | 4           | 2               | 2002-03, 2009-10, 2013-14, 2018-19 |
| 2.      | Lietuvos Rytas Wilno | 2           | 1               | 2004-05, 2008-09                   |
| 2.      | Chimki Moskwa        | 2           | 1               | 2011-12, 2014-15                   |
| 4.      | Real Madryt          | 1           | 1               | 2006-07                            |
| 4.      | Uniks Kazań          | 1           | 1               | 2010-11                            |
| 4.      | Lokomotiw Kubań      | 1           | 1               | 2012-13                            |
| 7.      | Hapoel Jerozolima    | 1           |                 | 2003-04                            |
| 7.      | Dinamo Moskwa        | 1           |                 | 2005-06                            |
| 7.      | Joventut Badalona    | 1           |                 | 2007-08                            |
| 7.      | Galatasaray          | 1           |                 | 2015-16                            |
| 7.      | Unicaja Málaga       | 1           |                 | 2016-17                            |
| 7.      | Darüşşafaka          | 1           |                 | 2017-18                            |
| 13.     | Alba Berlin          |             | 2               |                                    |
| 14.     | Krka Novo mesto      |             | 1               |                                    |
| 14.     | Makedonikos          |             | 1               |                                    |
| 14.     | Aris Saloniki        |             | 1               |                                    |
| 14.     | Girona               |             | 1               |                                    |
| 14.     | Sewilla              |             | 1               |                                    |
| 14.     | Bilbao               |             | 1               |                                    |
| 14.     | Gran Canaria         |             | 1               |                                    |
| 14.     | Strasburg            |             | 1               |                                    |

## Udział polskich klubów
- Sezon 2002/2003
  - nie uczestniczył żaden polski klub
- Sezon 2003/2004
  - Prokom Trefl Sopot (awans do TOP 16)
- Sezon 2004/2005
  - Deichmann Śląsk Wrocław (awans do TOP 16)
- Sezon 2005/2006
  - Anwil Włocławek (faza grupowa - 5. miejsce w grupie B)
- Sezon 2006/2007
  - Anwil Włocławek (faza grupowa - 5. miejsce w grupie B)
- Sezon 2007/2008
  - Anwil Włocławek (faza grupowa - 5. miejsce w grupie D)
  - Asco Śląsk Wrocław (awans do TOP 32)
  - PGE Turów Zgorzelec (awans do Final Eight - 1/4 finału)
- Sezon 2008/2009
  - Energa Czarni Słupsk (I runda kwalifikacyjna)
  - PGE Turów Zgorzelec (faza grupowa - 3. miejsce w grupie F)
- Sezon 2009/2010
  - PGE Turów Zgorzelec (faza grupowa - 4. miejsce w grupie G)
- Sezon 2010/2011
  - Anwil Włocławek (faza grupowa - 4. miejsce w grupie H)
- Sezon 2011/2012
  - PGE Turów Zgorzelec (faza grupowa - 4. miejsce w grupie H)
- Sezon 2012/2013
  - Stelmet Zielona Góra (awans do TOP 16)
  - Trefl Sopot (faza grupowa - 4. miejsce w grupie E)
- Sezon 2013/2014
  - Stelmet Zielona Góra (faza grupowa - 4. miejsce w grupie O)
- Sezon 2014/2015
  - Stelmet Zielona Góra (faza grupowa - 5. miejsce w grupie F)
  - PGE Turów Zgorzelec (awans do TOP 16)
- Sezon 2015/2016
  - Stelmet Zielona Góra (awans do TOP 8)
- Sezon 2016/2017
  - nie uczestniczył żaden polski klub
- Sezon 2017/2018
  - nie uczestniczył żaden polski klub
- Sezon 2018/2019
  - Asseco Arka Gdynia (faza grupowa - 6. miejsce w grupie B)
- Sezon 2019/2020
  - nie uczestniczył żaden polski klub

- Sezon 2020/2021
  - nie uczestniczył żaden polski klub

- Sezon 2021/2022
  - WKS Śląsk Wrocław (awans do TOP 16)

- Sezon 2022/2023
  - WKS Śląsk Wrocław (faza grupowa - 10. miejsce w grupie B)

- Sezon 2022/2023
  - WKS Śląsk Wrocław (faza grupowa - 10. miejsce w grupie B)

## Liderzy statystyk
Na podstawie.

### Średnia punktów
- 2002–03  Chris McGuthrie (Ricoh Astronauts Amsterdam): 20,37 (8 gier)
- 2003–04  Rasheed Brokenborough (Superfund Bulls Kapfenberg): 26,55 (9 gier)
- 2004–05  Todor Stoykov (Lukoil Academic Sofia): 23,91 (12 gier)
- 2005–06  Horace Jenkins (Hapoel Jerozolima): 20,43 (16 gier)
- 2006–07  Milan Gurović (Crvena Zvezda Belgrad): 25,85 (14 gier)
- 2007–08  De'Teri Mayes (Allianz Swans Gmunden): 21,1 (10 gier)
- 2008–09  Khalid El-Amin (Azowmasz): 17,91 (11 gier)
- 2009–10  Darius Washington (Galatasaray Café Crown): 21,64 (11 gier)
- 2010–11  Jaycee Carroll (CB Gran Canaria): 19 (12 gier)
- 2011–12  Ramel Curry (BC Donieck): 16,43 (14 gier)
- 2012–13  Walter Hodge (Stelmet Zielona Góra): 21,17 (12 gier)
- 2013–14  Errick McCollum (Panionios): 20,19 (16 gier)
- 2014–15  Randy Culpepper (Krasny Oktyabr): 19,15 (13 gier)
- 2015–16  Keith Langford (Uniks): 19,69 (16 gier)
- 2016-17  Aleksiej Szwied (Chimki Moskwa): 22,14 (14 gier)

### Średnia zbiórek
- 2002–03  K'zell Wesson (Cholet Basket): 12,7 (10 gier)
- 2003–04  Geert Hammink (RheinEnergie Kolonia): 11,5 (12 gier)
- 2004–05  Chris Ensminger (GHP Bamberg): 10,66 (9 gier)
- 2005–06  Mario Austin (Hapoel Jerozolima): 9,43 (16 gier)
- 2006–07  Tariq Kirksay (SLUC Nancy): 9,58 (12 gier)
- 2007–08  Virgil Carutasu (CSU Asesoft Ploiesti): 10 (9 gier)
- 2008–09  Deyan Ivanov (KK Zadar): 8,56 (9 gier)
- 2009–10  James Augustine (CB Gran Canaria): 7,43 (14 gier)
- 2010–11  Maciej Lampe (Uniks Kazań): 8,06 (16 gier)
- 2011–12  Jeremiah Massey (PBC Lokomotiw Kubań): 8,36 (14 gier)
- 2012–13  John Bryant (Ratiopharm Ulm): 9,00 (13 gier)
- 2013–14  Vladimir Golubović (Aykon TED Ankara): 10,10 (20 gier)
- 2014–15  Sharrod Ford (Levallois): 8,85 (20 gier)
- 2015–16  Adrien Moerman (Banvit Bandirma): 8,56 (18 gier)
- 2016–17  Drew Gordon (Lietuvos Rytas Wilno): 9,57 (14 gier)

### Średnia asyst
- 2002–03  Richard Barry (Cholet Basket): 5,3 (10 gier)
- 2003–04  Curtis McCants (Croatia Osiguranje Split): 6,75 (8 gier)
- 2004–05  Damir Mulaomerović (PAOK Thessaloniki): 7,77 (9 gier)
- 2005–06  Lamont Jones (Lukoil Academic Sofia): 6,3 (10 gier)
- 2006–07  Mark Dickel (Anwil Włocławek): 5,66 (9 gier)
- 2007–08  Omar Cook (Crvena Zvezda Belgrad): 6,14 (14 gier)
- 2008–09  Khalid El-Amin (Azowmasz): 5,27 (11 gier)
- 2009–10  Marko Popović (Uniks Kazań): 4,75 (12 gier)
- 2010–11  Dontaye Draper (KK Cedevita Zagrzeb): 6,21 (14 gier)
- 2011–12  DaShaun Wood (Alba Berlin): 5,42 (12 gier)
- 2012–13  Nick Calathes (PBC Lokomotiw Kubań): 6,65 (17 gier)
- 2013–14  Marko Marinović (Radnički Kragujevac): 8,56 (16 gier)
- 2014–15  Mike Green (Levallois): 7,35 (20 gier)
- 2015–16  Quino Colom (Uniks): 7,61 (18 gier)
- 2016-17  Stefan Marković (Zenit Petersburg): 9,14 (14 gier)

### Średnia przechwytów
- 2002–03  Joe Spinks (Ricoh Astronauts Amsterdam): 4,1 (10 gier)
- 2003–04  Joe Spinks (Demon Astronauts Amsterdam): 4,3 (10 gier)
- 2004–05  Kevin Rice (Darussafaka Stambuł): 4,2 (10 gier)
- 2005–06  David Hawkins (Virtus Lottomatica Rzym): 3 (14 gier)
- 2006–07  Tariq Kirksay (SLUC Nancy): 2,66 (12 gier)
- 2007–08  Chris Williams (Turk Telekom Ankara): 2,66 (12 gier)
- 2008–09  Terrell Lyday (Uniks Kazań): 2,63 (8 gier)
- 2009–10  Terrell Lyday (Uniks Kazań): 2,36 (11 gier)
- 2010–11  Tariq Kirksay (CB Sewilla): 2,25 (16 gier)
- 2011–12  Patrick Beverley (Spartak Sankt Petersburg): 1,94 (16 gier)
- 2012–13  Tywain McKee (BC Triumf Lubiercy): 2,36 (11 gier)
- 2013–14  Justin Doellman (Valencia BC): 1,92 (24 gier)
- 2014–15  Bradley Wanamaker (Brose Baskets): 2,11 (18 gier)
- 2015–16  Roderick Trice (Ludwigsburg): 2,20 (15 gier)
- 2016–17  Facundo Campazzo (UCAM Murcia): 2,23 (13 gier)

### Średnia bloków
- 2002–03  Andre Riddick (Spirou Charleroi): 2,33 (12 gier)
- 2003–04  Priest Lauderdale (Lukoil Academic Sofia): 2,72 (11 gier)
- 2004–05  Andre Riddick (Spirou Charleroi): 2,71 (14 gier)
- 2005–06  Mile Ilić (FMP Železnik Belgrad) &  David Simon (Lukoil Academic Sofia): 1,5 (12 gier)
- 2006–07  Sharrod Ford (Alba Berlin): 2,5 (12 gier)
- 2007–08  Akin Akingbala (BK Ventspils): 2,72 (11 gier)
- 2008–09  Serhij Liszczuk (Azowmasz): 1,55 (11 gier)
- 2009–10  Serhij Liszczuk (Power Electronics Walencja): 1,47 (15 gier)
- 2010–11  Bryant Dunston (Aris B.C.): 1,56 (9 gier)
- 2011–12  Sam Muldrow (Aris B.C.): 2,25 (12 gier)
- 2012–13  Chuck Davis (Banvit B.K.): 1,33 (12 gier)
- 2013–14  Arciom Parachouski (Hapoel Jerozolima): 1,74 (19 gier)
- 2014–15  Walter Tavares (Gran Canaria): 1,91 (23 gier)
- 2015–16  D’or Fischer (Hapoel Jerozolima): 1,64 (14 gier)
- 2016–17  Mirza Begić (Cedevita Zagrzeb): 1,29 (14 gier)

### Index Rating
- 2002–03  Chris Anstey (Ural Great Perm): 24,08 (12 gier)
- 2003–04  Priest Lauderdale (Lukoil Academic Sofia): 28 (11 gier)
- 2004–05  Pete Mickeal (Makedonikos Kozani): 25,12 (8 gier)
- 2005–06  Mario Austin (Hapoel Jerozolima): 22,62 (16 gier)
- 2006–07  Milan Gurović (Crvena Zvezda Belgrad): 25,5 (14 gier)
- 2007–08  Dariusz Ławrynowicz (Uniks Kazań): 21,62 (8 gier)
- 2008–09  Chuck Eidson (Lietuvos Rytas Wilno): 21,27 (15 gier)
- 2009–10  Darius Washington (Galatasaray Café Crown): 24,45 (11 gier)
- 2010–11  Dontaye Draper (KK Cedevita Zagrzeb): 20,93 (14 gier)
- 2011–12  Jeremiah Massey (PBC Lokomotiw Kubań): 19,86 (14 gier)
- 2012–13  Tywain McKee (BC Triumf Lubiercy): 23,64 (11 gier)
- 2013–14  Vladimir Golubović (Aykon TED Ankara): 26,65 (20 gier)
- 2014–15  Derrick Brown (Lokomotiw): 19,78 (18 gier)
- 2015–16  Jeff Brooks (Awtodor): 21,31 (13 gier)
- 2016-17  Aleksiej Szwied (Chimki Moskwa): 22 (14 gier)

### Rekordy frekwencji
- 24 232 widzów na spotkaniu Crvena Zvezda 79-70 Budivelnyk w Kombank Arena Belgrade - 26.03.2014[3].
- 22 736 widzów na spotkaniu Crvena Zvezda 63-52 Uniks Kazań w Kombank Arena Belgrade - 2.04.2014.

### Liderzy wszech czasów
|              | Średnia          | Średnia | Suma            | Suma |
| ------------ | ---------------- | ------- | --------------- | ---- |
| Punkty       | Igor Rakočević   | 19,05   | Todor Stoykov   | 1138 |
| Zbiórki      | Mario Austin     | 8,21    | Andre Riddick   | 471  |
| Asysty       | Lamont Jones     | 5,13    | Stefan Marković | 319  |
| Przechwyty   | Jerry McCullough | 2,82    | Mire Chatman    | 156  |
| Bloki        | Andre Riddick    | 1,77    | Andre Riddick   | 147  |
| Index Rating | Michael Wright   | 22,14   | Mire Chatman    | 1274 |

## Rekordy indywidualne

### Punkty
1. Randy Duck (Brighton Bears) 49 pkt. vs. Cholet Basket (12/23 2pt, 4/10 3pt, 13/17 FT) (2003/04)
2. Bobby Brown (Alba Berlin) 44 pkt. vs. KK Bosna (8/18 2pt, 4/11 3pt, 16/19 FT) (2007/08)
3. Mire Chatman (Beşiktaş JK) 43 pkt. vs. Hemofarm (12/14 2pt, 1/5 3pt, 16/18 FT) (2010/11)
4. Radoslav Rančík (Galatasaray) 39 pkt. vs. Azowmasz (14/21 2pt, 2/6 3pt, 5/5 FT) (2009/10)
5. Mike Penberthy (Pompea Napoli) 39 pkt. vs. Telekom Bonn (4/10 2pt, 7/10 3pt, 10/12 FT) (2004/05)
6. Michael Watson (Śląsk Wrocław) 39 pkt. vs. Crvena Zvezda (7/13 2pt, 4/11 3pt, 13/14 FT) (2004/05)
7. Cordell Henry (Ovarense Aerosoles) 38 pkt. vs. Köln 99ers (7/9 2pt, 5/10 3pt, 9/10 FT) (2007/08)
8. Malcolm Delaney (Budivelnik Kiev) 38 pkt. vs. Uxue Bilbao (3/4 2pt, 6/9 3pt, 14/16 FT) (2012/13)
9. Ivan Koljević (Buducnost) 38 pkt. vs. PAOK (4/7 2pt, 5/8 3pt, 15/15 FT) (2004/05)
10. Fred House (Lietuvos Rytas) 38 pkt. vs. Śląsk Wrocław (7/9 2pt, 5/6 3pt, 9/9 FT) (2004/05)

### Zbiórki
1. Lazaros Papadopoulos (Dinamo Moskwa) 22 zb. vs. Aris Thessaloniki (2004/05)
2. Aleksandar Radojević (Telekom Bonn) 20 zb. vs. Gravelines Dunkerque (2002/03)
3. Virgil Carutasu (CSU Asesoft) 18 zb. vs. Hemofarm Stada (2007/08)
4. Mate Skelin (Lukoil Academic) 18 zb. vs. Montepaschi (2006/07)
5. K'zell Wesson (Cholet Basket) 18 zb. vs. KK Zadar (2002/03)
6. Chris Anstey (Ural Great) 18 zb. vs. Gravelines Dunkerque (2002/03)
7. Shawnelle Scott (Varese) 18 zb. vs. KK Zadar (2002/03)
8. Jason Forrestal (Superfund Kapfenberg) 18 zb. vs. Auna Gran Canaria (2003/04)
9. Jason Forrestal (Superfund Kapfenberg) 18 zb. vs. RheinEnergie (2003/04)
10. Trojs Ostlers (Liège Basket) 18 zb. vs. EiffelTowers (2004/05)
11. Tariq Kirksay (SLUC Nancy) 18 zb. vs. Lietuvos Rytas (2006/07)

### Asysty
1. Travis Diener (Dinamo Sassari) 15 as. vs. Crvena Zvezda (2012/13)
2. Marko Marinović (Radnički Kragujevac) 15 as. vs. Neptūnas Klaipėda (2013/14)
3. Nick Calathes (Lokomotiw Kubań) 14 as. vs. Trefl Sopot (2012/13)
4. Roko Ukić (Croatia Osiguranje Split) 14 as. vs. Ionikos NF (2003/04)
5. Christian Dalmau (Beşiktaş JK) 14 as. vs. Ovarense Aerosoles (2007/08)
6. Kristaps Valters (Joventut) 14 as. vs. Unics (2009/10)
7. Damir Mulaomerović (PAOK) 13 as. vs. Gravelines Dunkerque (2004/05)
8. Doron Sheffer (Hapoel Jerozolima) 13 as. vs. Virtus Bolonia (2003/04)
9. Willie Deane (Lukoil Academic) 13 asts vs. Artland Dragons (2007/08)
10. Darrel Mitchell (Elan Chalon) 12 as. vs. Akasvayu Girona (2007/08)
11. Damir Mulaomerović (PAOK) 12 as. vs. Cholet Basket (2004/05)
12. Curtis McCants (Croatia Osiguranje Split) 12 as. vs. Cholet Basket (2003/04)
13. Mire Chatman (Beşiktaş JK) 12 as. vs. Le Havre (2008/09)
14. Justin Hamilton (Spirou Charleroi) 12 as. vs. Galatasaray Cafe Crown (2007/08)
15. Willie Deane (Lukoil Academic) 12 as. vs. Artland Dragons (2007/08)

### Przechwyty
1. Jerry McCullough (Varese) 11 prz. vs. Crvena Zvezda (2003/04)
2. Dror Hajaj (Hapoel Jerozolima) 11 prz. vs. Lukoil Academic (2006/07)
3. Valerio Spinelli (Pompea Napoli) 10 prz. vs. Crvena Zvezda (2004/05)
4. Kevin Rice (Darussafaka Stambuł) 10 prz. vs. Pivovarna Lasko (2004/05)
5. Brandon Gay (Antwerpia Giants) 8 prz. vs. Buducnost Podgorica (2007/08)
6. Andrea Meneghin (Varese) 8 prz. vs. Caprabo Lleida (2002/03)
7. Jaume Comas (Caprabo Lleida) 8 prz. vs. Ricoh Astronauts (2002/03)
8. Fred House (Lietuvos Rytas) 8 prz. vs. Crvena Zvezda (2004/05)
9. William Avery (Hapoel Jerozolima) 8 prz. vs. Varese (2004/05)
10. Henry Domercant (Dinamo Moskwa) 8 prz. vs. Beghelli Bologna (2007/08)
11. Kevin Rice (Darussafaka Stambuł) 8 prz. vs. Pivovarna Lasko (2004/05)
12. Patrick Lee (Debreceni Vadkakasok) 8 prz. vs. Buducnost Podgorica (2004/05)
13. David Hawkins (Lottomatica Rzym) 8 prz. vs. Dinamo Moskwa (2005/06)

### Bloki
1. Ken Johnson (Benetton Fribourg) 8 bl. vs. Buducnost Podgorica (2007/08)
2. Andre Riddick (Spirou Charleroi) 8 bl. vs. Alba Berlin (2004/05)
3. Akin Akingbala (BK Ventspils) 7 bl. vs. FMP Zeleznik (2007/08)
4. Jarvis Varnado (Hapoel Jerozolima) 7 bl. vs. Donieck (2011/12)
5. Andre Riddick (Spirou Charleroi) 7 bl. vs. Caprabo Lleida (2002/03)
6. Robertas Javtokas (Lietuvos Rytas) 7 bl. vs. Brighton Bears (2003/04)
7. Robertas Javtokas (Lietuvos Rytas) 7 bl. vs. Croatia Osiguranje Split (2003/04)
8. Erik Nelson (EiffelTowers) 7 bl. vs. Le Mans (2003/04)
9. Mārtiņš Skirmants (BK Ventspils) 7 bl. vs. EiffelTowers (2004/05)
10. Cyril Akpomedah (Cholet Basket) 7 bl. vs. Croatia Osiguranje Split (2003/04)

### Index Rating
1. Priest Lauderdale (Lukoil Academic) 55 vs. KK Zagrzeb (2003/04)
2. Mire Chatman (Beşiktaş JK) 53 vs. Hemofarm (2010/11)
3. Fred House (Lietuvos Rytas) 50 vs. Śląsk Wrocław (2004/05)
4. Michael Wright (Turk Telekom) 49 vs. Siauliai (2007/08)
5. Rasheed Brokenborough (Superfund Kapfenberg) 48 vs. Atlas Belgrade (2003/04)
6. Devin Smith (Benetton) 47 vs. Alba Berlin (2010/11)
7. Malcolm Delaney (Budivelnik Kiev) 47 vs. Uxue Bilbao (2012/13)
8. Jackson Vroman (Akasvayu Girona) 47 vs. Hanzevast Capitals (2007/08)
9. Cordell Henry (Ovarense Aerosoles) 46 vs. Köln 99ers (2007/08)
10. Ivan Koljević (Buducnost Podgorica) 46 vs. PAOK Thessaloniki (2004/05)
11. Ryan Stack (Aris Thessaloniki) 46 vs. Alba Berlin (2005/06)

### Triple-Doubles
1. Todor Stoykov (Lukoil Academic) 33 pkt, 13 zb, 10 as vs. KK Zagrzeb (2003/04)
2. Me’ir Tapiro (Hapoel Jerozolima) 16 pkt, 11 zb, 10 as vs. FMP Zeleznik (2006/07)
3. Elvir Ovčina (Telindus Oostende) 12 pkt, 11 zb, 10 as vs. Dinamo Moskwa (2007/08)
4. Pascal Perrier-David (Benetton Fribourg) 13 pkt, 10 zb, 10 as vs. Hapoel Gelil Eljon (2007/08)
5. Donta Smith (Maccabi Hajfa B.C.) 18 pkt, 16 zb, 10 as vs. VEF Riga (2013/2014)